# بالنتين جونثاليث
بالنتين جونثاليث جونثاليث  (بالإسبانية: Valentín González)‏ قائد عسكري شيوعى إسباني معروف شعبيا باسم الكمبسينو ولد في مالكوسينادو باداخـوث في 4 نوفمبر عام 1904. كان لة دور بارز في الحرب الاهلية الإسبانية ضد عدة وحدات من الجيش الجمهورى. وفي أخر حياته السياسية، تحول إلى حزب العمال الاشتراكي الإسباني. وتوفي في مدريد في 20 أكتوبر عام 1983.

## حياته

### السنوات الأولى
بالنتين جونثاليث ولد في مالكوسينادو في باداخوث عام 1904. وفي عامه الثامن، بدأ العمل في منجم من مناجم بينيارويا-بويبلونييفو. وعمل لاحفا كبغال، ثم التحق بفرقة المتطوعين والتي انشق عنها في نهاية المطاف. وفي عهد الجمهورية كان مسافرا. وبدأ الانتماء إلى الحزب الشيوعي الإسباني.

### الحرب الأهلية الإسبانية
وتزوج في سن متأخرة، وأسفر ذلك عن ثلاثة من الأبناء والذين فقد الاتصال بهم أثناء الحرب الأهلية الاسبانية واعتبرهم موتى. وأثناء الحرب جاهد كثيرا في النظام الخامس ولاحقا تم إرساله إلى الكتائب المختلطة والفرقة 46 التابعين للجيش الشعبي للجمهورية. وقد شارك في معارك جوادلخارا  ومعركة برونيته  ومعركة بيلشيت في عام 1937 ، والذي اصيب فيهم. وقد نشأت أسطورة حول اسمه، لأن الكثيرين اتهموه بالوحشية مع مرؤوسيه والأسرى  وأيضا رؤساؤه إنريكي ليستر وخوان جييتو ليون (والذي عرف شعبيا باسم خوان موديستو)، الذبن اعتبروه شخصية جبانة وثرثارة. وفي آخر لحظات معركة ترويل  وعند سقوط العاصمة ترولينسي، هجر المدينة ليلا بدون أي مقاومة. وكان هذا سبب ظهور نقد ليس بالقليل في الفريق الجمهوري. وقد ظهر مرؤوسيه، بعد سقوط ترويل في أيدي جيش فرانكو، متشتتين ومنزوعي السلاح في الطرق، تاركين خلفهم المصابين بعد انسحاب الكمبسينو والذي أدى انسحابه في أسر ربعمائة شخص على أيدي قوات فرانكو. وقد تبادلا كل من بالنتين جونثاليث وإنريكي ليستر وخوان موديستو الاتهامات حيث اتهمهم جونثاليث بأنهم تخلوا عنه في ترويل. بينما اتهمه كل من ليستر وموديستو بأنه فر من أرض المعركة، متخليا عن رجاله.
وبعد هذه النكبة في نهايات مارس 1938، عاد بالنتين جونثاليث إلى فرقته ضد الحملة الوطنية لأراجون كقائدا للدفاع عن لاردة. وبالرغم من أن المدينة سقطت في النهاية، إلا أنه أبلى بلاء حسنا هو وفرقته حيث استطاع إيقاف زحف قوات فرانكو المتقدمة بحسن تصرفه.
وكان من المتوقع أن يشارك بوصفه قائدا عسكريا كبيرا برتبة مقدم في قيادة الفرقة 46 في معركة إيبرو، ولكنه تم استبعاده في 26 يوليو بمجرد عبور الجيش لنهر إيبرو من اثني عشرة نقطة مختلفة. وقد أوجز جونثاليث ما حدث بأنه كان مريضا، وأن القائد ليستر قام بزيارته في مقر القيادة وقال بعدها أن الكمبسينو كان قد أصيب فقط بنوبة رعب جراء فكرة عبور النهر. وقد تم تخفيف العبء عنه وتم استبداله بالقائد دومنيسيانو ليال. وقد أنهى أيضا نشاطه العسكرى في أثناء حكم الجمهورية بعدما تم إعفائه من منصبه.

### حياته في المنفى
وبعد انتهاء الحرب، هرب جونثاليث في سفينة متجهة إلى الاتحاد السوفيتي عام 1939. وألتحق هناك بالكلية الحربية العليا برتبة جنرال. وبعد عدة مشاكل متعددة الأسباب مع السلطات السوفيتية، حاول جونثاليث الهرب إلى إيران ولكن تمت إعادته إلى الاتحاد السوفيتي من قبل إدارة مكافحة التجسس في الاتحاد السوفيتي (سمريش)، وهو ما أتاح له الفرصة للدخول في مجال العمل في فوركوتا بجمهورية كومي. وأخيرا في عام 1949 نجح في الهروب من الاتحاد السوفيتي عن طريق الحدود الإيرانية، متجها إلى فرنسا حيث عاش فترة منفاه. ومن المحتمل أن ذلك تم في البداية بموافقة الجهات السوفيتية المختصة، ولكن سرعان ما بدأ بحملات إدعاء ضد الستالينية.
وقد عاد الكمبسينو إلى إسبانيا عام 1977. وفي إسبانيا، أبدى دعمه للاشتراكية وأظهر تأييده لحزب العمال الاشتراكي الإسباني لفيليبي غونثاليث. واكتشف أن زوجته وأبناؤه الذين كان اعتبرهم قد فارقوا الحياة، ما زالوا أحياء يرزقون. وقد توفى في مدريد 1983.